# Stazione di Gallarate
La stazione di Gallarate è la stazione ferroviaria a servizio dell'omonimo comune, posta sulla linea Domodossola-Milano e punto di partenza della linea per Varese.

## Storia
All'inizio degli anni sessanta il fabbricato viaggiatori originario, ormai inadeguato alle esigenze, venne sostituito da un nuovo moderno edificio, inaugurato nel luglio del 1963.

## Strutture e impianti

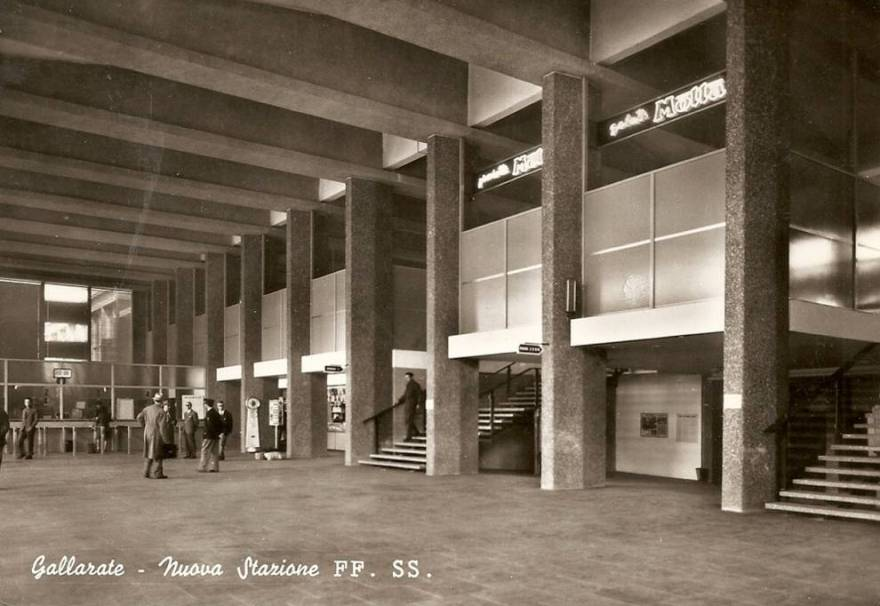
Interno del fabbricato viaggiatori

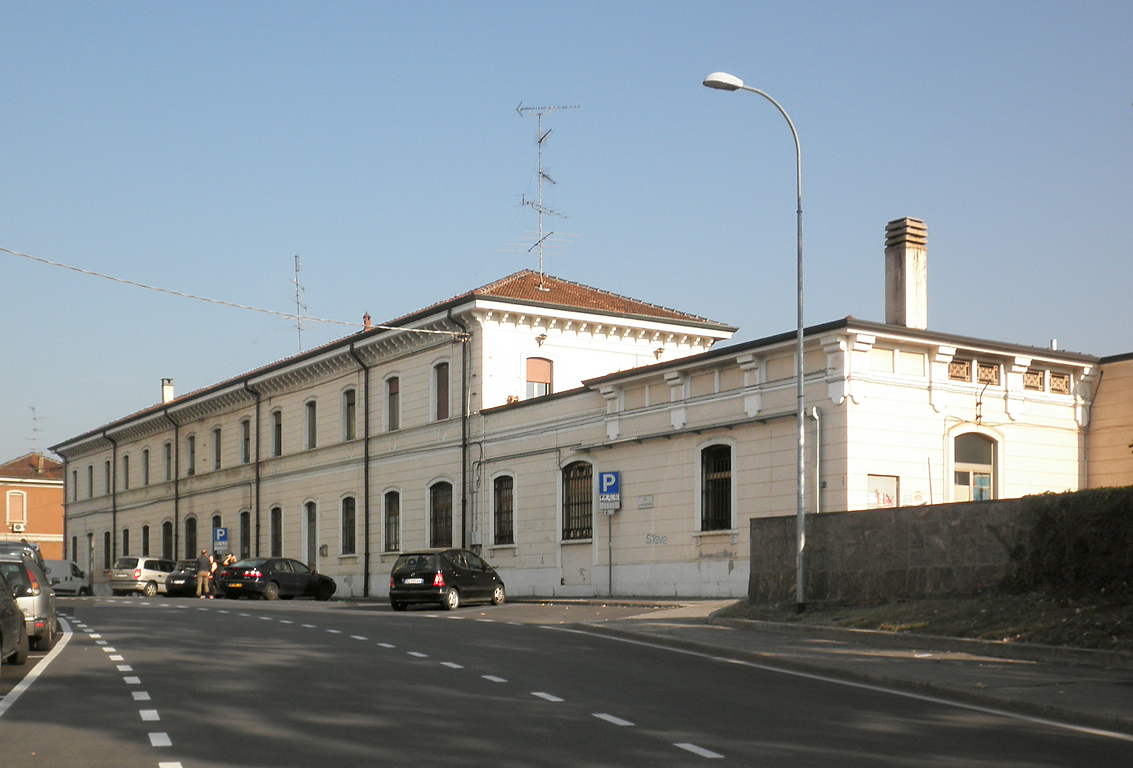
Il fabbricato viaggiatori dismesso nel 1963

Il piazzale della stazione, gestita da Rete Ferroviaria Italiana, è dotato di otto binari passanti di cui cinque provvisti di banchine e collegati tra loro tramite un sottopassaggio.
Poco oltre la stazione, in direzione Milano, sorge lo scalo merci e l'officina per la manutenzione dei rotabili, aperta nel 1905, dedicata ai mezzi a trazione elettrica e chiusa nel 1997 .
All'altezza del primo binario è presente una stazione della polizia di Stato, mentre nei pressi sorge il commissariato.

## Movimento
L'impianto è servito da treni a carattere regionale delle linee Domodossola-Milano, Varese-Gallarate, Milano-Porto Ceresio, 
Milano-Gallarate-Laveno-Luino, nonché dai convogli della Linea S5 (Varese-Pioltello Limito-Treviglio), svolti da Trenord, questi ultimi svolti a cadenza ogni 30 minuti, nell'ambito di contratto stipulato con la Regione Lombardia.
Da giugno 2018 a giugno 2019 vi effettuava fermata anche una corsa su due (con cadenza bioraria) della linea S40 della Rete celere del Canton Ticino, operante la tratta Como-Malpensa Aeroporto Terminal 2 via Varese. Tale servizio era in carico alla società TiLo, che egualmente pone Gallarate come capolinea meridionale della linea S30 da e per Bellinzona/Cadenazzo (la quale tra il 2011 e il 2018 ha operato anche su Malpensa, prima del subentro della summenzionata S40). Da giugno 2019 il collegamento con Malpensa (divenuto giornaliero e a cadenza oraria) è garantito dalla linea S50 da e per Bellinzona (via Varese, Mendrisio e Lugano), sempre in capo a TiLo.
La stazione è servita inoltre da Eurocity che garantiscono i collegamenti fra Milano e Ginevra o Basilea.
Per tale impianto transitano circa 18.500 persone al giorno, per un totale di circa 6.800.000 viaggiatori annui .

## Servizi
La stazione è classificata da RFI nella categoria Gold, dispone di:
- Bar
- Biglietteria a sportello
- Biglietteria automatica
- Sottopassaggio
- Ascensore
- Posto di Polizia ferroviaria
- Sala d'attesa